# Current Organic Chemistry
Current Organic Chemistry (nach ISO 4-Standard in Literaturzitaten mit Curr. Org. Chem. abgekürzt) ist eine wissenschaftliche Zeitschrift, die Fortschritte in den Bereichen asymmetrische Synthese, metallorganische Chemie, bioorganische Chemie, heterozyklische Chemie, Naturstoffchemie und Analysemethoden in der organischen Chemie zusammenfasst. Die Zeitschrift wird derzeit von György Keglevich herausgegeben.

## Inhalt
Current Organic Chemistry behandelt Themen im Zusammenhang mit Strukturen, Eigenschaften und Reaktivitäten synthetischer und natürlicher organischer Verbindungen sowie Reaktionsmechanismen. Es sind auch Artikel zum Thema Kohlenwasserstoffe enthalten. Die enthaltenen Frontier Reviews stellen den aktuellen Wissensstand in diesen Bereichen dar und werden von ausgewählten Experten verfasst, die international für ihre Forschungsbeiträge bekannt sind.